# 阿恰尔普尔
阿恰尔普尔（Achalpur），是印度马哈拉施特拉邦阿姆勞蒂區的一个城镇。总人口107304（2001年）。

## 人口
该地2001年总人口107304人，其中男性55678人，女性51626人；0—6岁人口12915人，其中男6724人，女6191人；识字率77.37%，其中男性为81.15%，女性为73.31%。